# Moses Finley
Moses Finley, geboren als Moses Israël Finkelstein, (New York, 20 mei 1912 – Cambridge, 23 juni 1986) was een Amerikaans-Britse klassiek historicus die een belangrijke bijdrage heeft geleverd aan de theorie rond de geschiedschrijving van de klassieke oudheid.

## Levensloop
Hij studeerde aan de Universiteit van Syracuse en de Columbia-universiteit, beide gevestigd in de staat New York. Aan de laatstgenoemde universiteit gaf hij les, maar vanwege zijn communistische sympathieën werd hij door Joseph McCarthy voor de rechtbank gebracht.
Hij ontvluchtte de Verenigde Staten en emigreerde naar Groot-Brittannië waar hij doceerde aan de Universiteit van Cambridge. Hij kreeg de Britse nationaliteit in 1962 en hij werd geridderd in 1979. In 1986 overleed hij.

## Stellingen
Volgens Finley is de economie als wetenschap ontstaan in de 18e eeuw (Adam Smith en François Quesnay) en was er in de oudheid nog geen economische wetenschap. Daardoor werden er in de Oudheid geen economische statistieken en dergelijke opgetekend.
We kunnen de economie van de oudheid daardoor dan ook niet begrijpen. Ook bekijken we de economie vanuit kapitalistisch standpunt en een begrippenapparaat dat stamt uit de moderne economie. Volgens Finley was de economie van de oudheid niet gebaseerd op winstbejag, maar speelden er andere belangen mee (sociale).

## Werken
- The World of Odysseus (1954) (Ned. vert. "De wereld van Odysseus". Utrecht: Bijleveld, 2009)
- The Ancient Greeks (1963)
- Aspects of Antiquity (1968)
- The Ancient Economy (1973)
- Politics in the Ancient World (1983)
- Ancient Slavery and Modern Ideology (1983)

- Biblioteca Nacional de España: XX865869
- Bibliothèque nationale de France: cb119027964 (data)
- Catàleg d'autoritats de noms i títols de Catalunya: 981058512688106706
- CiNii: DA0020612X
- Digitale Bibliotheek voor de Nederlandse Letteren: finl001
- Gemeinsame Normdatei: 11894228X
- International Standard Name Identifier: 0000 0001 2146 8313
- Library of Congress Control Number: n79096748
- Nationale Bibliotheek van Letland: 000050742
- Bibliotheek van het Japanse parlement: 00439542
- Nationale Bibliotheek van Tsjechië: jn19990002273
- Nationale bibliotheek van Australië: 36209703
- Nationale Bibliotheek van Israël: 987007261277505171
- Nederlandse Thesaurus van Auteursnamen: 068624514
- Istituto Centrale per il Catalogo Unico: CFIV003878
- LIBRIS: 186892
- SNAC: w6hq433t
- Système universitaire de documentation: 02686536X
- Trove: 1229729
- Virtual International Authority File: 108173685
- WorldCat: E39PBJw943tWtHKwQx7MyvRkDq